# La Roquette
La Roquette es una localidad y comuna francesa situada en la región de Alta Normandía, departamento de Eure, en el distrito de Les Andelys y cantón de Les Andelys.

## Demografía
| 82 | 70 | 108 | 126 | 204 | 189 |
| Para los censos de 1962 a 1999 la población legal corresponde a la población sin duplicidades (Fuente: INSEE [Consultar]) |    |     |     |     |     |

## Administración

### Entidades intercomunales
La Roquette está integrada en la Communauté de communes des Andelys et de ses Environs. Además forma parte de diversos sindicatos intercomunales para la prestación de diversos servicios públicos:
- Syndicat des eaux du Vexin normand (S.E.V.N.)
- Syndicat de l'électricité et du gaz de l'Eure (SIEGE)
- S.I.V.O.S de Bacqueville, Cuverville, Ecouis, Houville, La Roquette, Le Thuit, Fresne l'Archevêque

### Riesgos
La prefectura del departamento de Eure incluye la comuna en la previsión de riesgos mayores por:
- Presencia de cavidades subterráneas.
- Riesgos derivados del transporte de mercancías peligrosas.
- Riesgos derivados de actividades industriales.
- Riesgos por inundación.